# (133) Cirene
(133) Cyrene és un asteroide pertanyent al cinturó d'asteroides descobert per James Craig Watson des de l'observatori Detroit d'Ann Arbor, als Estats Units d'Amèrica el 16 d'agost de 1873. El personatge de la mitologia grega Cirene, és el que li dona nom. Cyrene situat a una distància mitjana del Sol de 3,061 ua, pot apropar-se fins a 2,638 ua. La seva inclinació orbital és 7,227° i l'excentricitat 0,1382. Empra 1956 dies a completar una òrbita al voltant del Sol.